# إستوبلون
إستوبلون هي بلدية فرنسية، في إقليم ألب البروفنس العليا الواقع في بروفانس ألب كوت دازور في جنوب شرق فرنسا.

## جغرافية
يتدفق نهر Asse إلى الجنوب الغربي عبر الجزء الغربي من البلدية.